# Jerzy Kuryłowicz
Jerzy Kuryłowicz (Stanisławów, 26 agosto 1895 – Cracovia, 28 gennaio 1978) è stato un linguista polacco.
Importante figura di studioso indoeuropeista, diede fondamentali contributi allo sviluppo della teoria delle laringali e alla comprensione dell'apofonia indoeuropea.

## Biografia
Nato a Stanisławów, nella Polonia allora austro-ungarica (ora Ivano-Frankivs'k, in Ucraina), Kuryłowicz iniziò a dedicarsi alla linguistica indoeuropea nel 1924, studiando in particolare le lingue romanze, germaniche, baltiche, slave e indoiraniche. Dal 1929 al 1945 insegnò all'Università di Leopoli; dopo la Seconda guerra mondiale, passata Leopoli all'Unione Sovietica, Kuryłowicz si trasferì all'Università di Breslavia, successivamente all'Università Jagellonica di Cracovia dove insegnò fino al suo ritiro, nel 1965. Nel 1970 divenne socio straniero dell'Accademia dei Lincei.
Kuryłowicz diede fondamentali contributi alla ricostruzione della fonologia dell'indoeuropeo. Nel 1927 identificò la consonante ittita ḫ, la cui esistenza confermava la teoria delle laringali ipotizzata da Ferdinand de Saussure nel 1878. Il suo saggio L'apophonie en indo-européen, del 1956, costituì un contributo fondamentale nella comprensione dell'apofonia nell'indoeuropeo.
Kuryłowicz individuò in ittita la forma ḫanti (corrispondente al latino ante, all'osco ant, al greco ἀντί, al sanscrito ánti), che mostrava come la forma anomala della radice indoeuropea *anti fosse in realtà da ricondurre a una più antica - e regolare - forma *ḫenti. La dimostrazione offerta da Kuryłowicz della teoria delle laringali ipotizzata da De Saussure fu paragonata, per l'esatta corrispondenza tra la predizione teorica e la verifica sperimentale, alla scoperta del pianeta Nettuno compiuta nel 1846 da Johann Gottfried Galle in base ai calcoli di Urbain Le Verrier. Kuryłowicz in seguito ampliò l'inventario del fonemi laringali dell'indoeuropeo ricostruito fino a quattro membri, che indicò - recuperando l'antico simbolo dello scevà - come ə1, ə2, ə3 e ə4.
Anche nel campo delle occlusive Kuryłowicz sviluppò le proposte di De Saussure, arrivando a negare l'esistenza in indoeuropeo della IV serie ricostruita dai Neogrammatici, quella delle sorde aspirate, a causa della cattiva corrispondenza comparativa che sarebbe stata alla loro base: una riduzione che avrebbe in seguito raccolto ampi consensi tra gli indoeuropeisti. Nell'ambito del vocalismo, Kuryłowicz è, con Francisco Rodríguez Adrados, tra i principali sostenitori del riduzionismo del sistema vocalico indoeuropeo a soli due membri, /e/ e /o/.

## Opere

### Saggi
- (FR)  Études indo-européennes, Cracovia, Ksiegarnia Gebethnera i Wolfa, 1935
- (FR)  L'accentuation des langues indo-européennes, Cracovia, Nakladem Polskiej Akademii Umiejetnosci, 1952
- (FR)  L'apophonie en indo-européen, Breslavia, Wydawnictwo Polskiej Akademii Nauk, 1956
- (FR)  Esquisses linguistiques, Breslavia-Cracovia, Zaklad Narodowy Imienia Ossolinskich Wydawnictwo Polskiej Akademii Nauk, 1960. Ora in Esquisses linguistiques, Monaco di Baviera, Fink, 1973-1975
- (FR)  L'apophonie en sémitique, Breslavia, Wydawnictwo Polskiej Akademii Nauk, 1961
- (EN)  The Inflectional Categories of Indo-European, Heidelberg, Winter, 1964
- (DE)  Die sprachlichen Grundlagen der altgermanischen Metrik, Innsbruck, 1970
- (EN)  Studies in Semitic grammar and metrics, Breslavia-Varsavia-Cracovia, Zaklad Narodowy Imienia Ossolinskich Wydawnictwo Polskiej Akademii Nauk, 1972
- (DE)  Metrik und Sprachgeschichte, Breslavia, Zaklad narodowy imienia Ossolinskich, 1975
- (FR)  Problèmes de linguistique indo-européenne, Breslavia, Wydawnictwo Polskiej Akademii Nauk, 1977

### Traduzioni e curatele
- (DE)  Indogermanische Grammatik, Heidelberg, Winter, 1968-1986. 3 voll.